# Psalmopoeus
Psalmopoeus là một chi nhện trong họ Theraphosidae.

## Các loài
Chi này gồm các loài:
- Psalmopoeus affinis Strand, 1907
- Psalmopoeus cambridgei Pocock, 1895
- Psalmopoeus ecclesiasticus Pocock, 1903
- Psalmopoeus emeraldus Pocock, 1903
- Psalmopoeus intermedius Chamberlin, 1940
- Psalmopoeus irminia Saager, 1994
- Psalmopoeus langenbucheri Schmidt, Bullmer & Thierer-Lutz, 2006
- Psalmopoeus plantaris Pocock, 1903
- Psalmopoeus pulcher Petrunkevitch, 1925
- Psalmopoeus reduncus (Karsch, 1880)
- Psalmopoeus rufus Petrunkevitch, 1925